# جراحة عامة

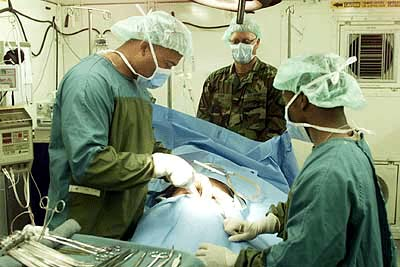
جراح يجري عملية.

الجراحة العامة هي تخصص جراحي يركز على ما بداخل البطن من أعضاء وأجهزة متضمنة المريء والمعدة والأمعاء الدقيقة والقولون والكبد والبنكرياس والمرارة والقنوات الصفراوية وغالباً الغدة الدرقية (اعتماداً على توفر جراح متخصص في جراحة الرأس والعنق). كما تشمل أيضاً الأمراض المتعلقة بالجلد والثدي والأنسجة والفتاق.

## المجالات
في الماضي كان يتطلب على الجرّاحين في الولايات المتحدة أن يكونوا حاصلين على البورد الأمريكي أو البورد التقويمي الأمريكي في الجراحة من أجل التقدم للتدريب في التخصصات الدقيقة الأخرى.
يمكن للجرّاح العام أن يتابع تعليمه في إحدى التخصصات الفرعية أوالدقيقة التالية:

### جراحة الحوادث
تقع المسؤولية العظمى في علاج الإصابات في الولايات المتحدة وكندا على الجراحة العامة ويحصل بعض الجرّاحين على تدريب متقدم وشهادة للتخصص في هذا المجال فقط. يجب على الجرّاحين العامين أن يكونوا قادرين على التعامل مع جميع الحالات التي تستدعي عملية جراحية طارئة فغالباً يكونون أول من يُستدعى لأي مريض في حالة حرجة أو مصاب بشكل خطير ويجب أن يقوموا بإجراءات عديدة لضمان استقرار حالة المريض مثل إدخال أنبوب التنفس وثقب الجمجمة وفتح الغشاء الحلقي أوإجراء عمليات فتح البطن الطارئة لإيقاف النزيف.
كل الجرّاحين العامين مدربين على الجراحات الطارئة. ويتعاملون مع حالات النزيف والالتهابات وانسدادات الأمعاء وثقب الاعضاء. تعد عملية استئصال المرارة من أشهر العمليات الجراحية على مستوى العالم وغالباً تكون في مواعيد محددة لكن من الممكن أن تلتهب المرارة بشكل حاد وتستدعي عملية طارئة، كما تعد عمليات انفجار الزائدة الدودية وانسداد الأمعاء الدقيقة من أشهر العمليات الطارئة.

### جراحةالمناظير
هي إحدى التخصصات الجديدة نوعاً ما التي تعتمد على استخدام تقنيات وأدوات دقيقة باستخدام الكاميرا من خلال إحداث قطوع صغيرة (0,3-1سم) وتندرج جراحات الرجل الآلي تحت جراحة المناظير. يمكن إزالة المرارة والزائدة الدودية والقولون باستخدام هذه التقنية. كما أن عمليات إصلاح الفتوق أصبحت تُجرى غالباً بالمناظير الآن ومعظم جراحات السمنة كذلك ويُتوقع أن يكون الجرّاحين الذين تدربوا في هذه الفترة من المتخصصين في إجراءات المناظير.

### جراحةالقولون
يعالج أطباء الجراحة العامة العديد من أمراض القولون والمستقيم الكبرى أوالصغرى متضمنة أمراض الأمعاء الالتهابية (مثل القولون المتقرح أو مرض كورنز) والتهاب الزوائد وسرطان القولون والنزيف من الجهاز الهضمي والبواسير. 

### جراحةالثدي
يعمل الجرّاحين العامين معظم عمليات الثدي غير التجميلية بدءاً بإزالة الأورام إلى استئصال الثدي خصوصاً من أجل تشخيص سرطان الثدي.

### جراحة الأوعية الدموية
يستطيع المتخصصون في الجراحة العامة القيام بعمليات الأوعية الدموية إذا تلقوا تدريباً خاصاً وشهادة في جراحة الأوعية، ما عدا ذلك تُؤدى تلك العمليات بواسطة جرّاح أوعية دموية متخصص مع أنه لديه القدرة على علاج أمراض الأوعية الدموية البسيطة.

### جراحة الغدد الصماء
يتم تدريب المتخصصين في الجراحة العامة على إزالة الغدة الدرقية أو جزء منها أو غدد الجارات الدرقية في الرقبة والغدد الكظرية فوق الكلى في البطن وفي معظم المجتمعات هم الوحيدون المدربون على ذلك. أما في بعض المجتمعات التي لديها عدد من التخصصات الدقيقة فإنه يمكن للجرّاحين المتخصصين القيام بمثل هذه العمليات.

### جراحة الجلدية
يقوم المتخصصون في الجراحة العامة بأنواع متعددة ومختلفة من الجراحات المتعلقة بالجلد من مجرد إزالة شامة مشتبه بها إلى علاج الحروق العظمى، كما يستطيعون إزالة الأورام التي تنمو تحت الجلد مثل الأورام الدهنية وأورام العضلات أو الأنسجة. يعالجون أيضاً أمراض جلدية أخرى معقدة أو التهابات تحت الجلد وغالباً ما يقومون بوضع رقع جلدية لتغطية العيوب الجلدية الناتجة من الحروق والإصابات.

## الاتجاهات
لقد أصحبت العمليات الجراحية طفيفة التوغل في السنوات الماضية. فهناك تحمس كبير في موضوع جراحة الروبوت (تُعرف أيضاً باسم جراحة بمساعدة الرجل الآلي) على الرغم من عدم وجود معلومات تثبت فوائدها التي تبرر تكلفتها.

## التدريب
يمتد تدريب الجراحة العامة في كندا وأستراليا ونيوزلندا والولايات المتحدة من خمس إلى سبع سنوات كطبيب مقيم مباشرة بعد التخرج من كلية الطب. يؤهل هذا التدريب في أستراليا ونيوزلندا للحصول على زمالة الكلية الملكية الأسترالية للجرّاحين، وفي كندا فإنه يؤهل للحصول على شهادة وزمالة الكلية الملكية الكندية للأطباء والجرّاحين. أما في الولايات المتحدة فإن إكمال تدريب الإقامة في الجراحة العامة يؤدي إلى أصلية الحصول على شهادة البورد الأمريكي للجراحة أو البورد الأمريكي التقويمي في الجراحة والذي يعتبر إلزامياً لإكمال التدريب من أجل الحصول على صلاحيات الممارسة في معظم مستشفيات الولايات المتحدة.
يبدأ تدريب متدربو الجراحة في المملكة المتحدة بعد خمس سنوات من الدراسة في كلية الطب ومن سنتين إلى ثلاث سنوات من البرنامج التأهيلي. يجلس الأطباء خلال سنتين من برنامج التدريب الأساسي لاختيار عضوية الكلية الملكية للجراحين، وكجائزة لهذا الاختبار يحمل الجرّاحين لقب سيد أو سيدة أو آنسة بدلاً من طبيب وهذا نظام تقليدي قديم منذ مئات السنين في المملكة المتحدة. وبعد ذلك ينتقل المتدربون إلى برنامج تدريبي جراحي أعلى يمتد من خمس إلى سبع سنوات وخلال هذه الفترة يمكن أن يختاروا تخصصاً دقيقاً. وقبل نهاية ذلك التدريب يجب الدخول لاختبار زمالة الكلية الملكية للجرّاحين في الجراحة العامة مع التخصص الدقيق وباكمال التدريب يصبح الجرّاح استشاري ومؤهلاً للدخول إلى تسجيل المتخصصين ومن الممكن أن يعمل في قطاع مستقل كاستشاري جراحة عامة. تم تحديد ساعات عمل الجرّاحين المقيمين في المملكة المتحدة بعد تطبيق ساعات العمل الأوروبية إلى 48ساعة عمل أسبوعياً. قد يكون من الضروري إنشاء درجة تحت الاستشاري وذلك لتمكين من حصل حديثاً على شهادة «إكمال التدريب» من العمل في المملكة المتحدة.